# Simon Forman
Simon Forman (31 dicembre 1552 – Londra, 5 o 12 settembre 1611) è stato un astrologo, occultista ed erborista inglese dell'età elisabettiana attivo a Londra durante il regno della regina Elisabetta I e di Giacomo I.
La sua reputazione, tuttavia, fu gravemente offuscata dopo la sua morte quando venne implicato nel complotto per uccidere Sir Thomas Overbury. Gli astrologi continuarono a venerarlo, mentre scrittori, da Ben Jonson a Nathaniel Hawthorne, arrivarono a caratterizzarlo come uno sciocco o un mago malvagio in combutta con il Diavolo.

## Biografia
Forman nacque a Quidhampton, Fugglestone St Peter, vicino a Salisbury, nel Wiltshire. All'età di nove anni frequentò una scuola gratuita nella zona di Salisbury, ma fu costretto a lasciarla, dopo due anni, in seguito alla morte di suo padre il 31 dicembre 1563. Per i successivi dieci anni della sua vita fu apprendista presso Matthew Commin, un commerciante locale. Commin commerciava in stoffa, sale e medicinali a base di erbe e fu durante l'apprendistato che Forman iniziò a conoscere i rimedi erboristici. Dopo aver litigato con la signora Commin, scoprì che il suo apprendistato era terminato e alla fine andò a studiare a Oxford come un povero studioso. Trascorse poi un anno e mezzo al Magdalen College dell'Università di Oxford, dove potrebbe essersi interessato alla medicina e all'astrologia.
Tra il 1570 e il 1580 Forman lavorò come insegnante mentre studiava le arti occulte. All'inizio degli anni 1590 si trasferì a Londra avviando uno studio medico a Philpot Lane. Sopravvissuto a un'epidemia di peste, nel 1592, la sua reputazione medica iniziò a diffondersi. Nel 1597 un sacerdote del Buckinghamshire, di nome Richard Napier, divenne il suo pupillo. Negli anni novanta del Cinquecento Forman iniziò a sviluppare un interesse più serio per l'occulto  fondando infine una fiorente attività come medico astrologo, documentata nei suoi appunti dettagliati delle domande dei suoi clienti su malattie, gravidanze, merci rubate, opportunità di carriera e prospettive di matrimonio. Il suo successo e i suoi metodi attirarono l'attenzione del College of Physicians (ora Royal College of Physicians) che tentò di bandirlo dalla pratica medica. Alla fine ottenne una licenza per esercitare presso l'Università di Cambridge nel 1603.
Fornito di un notevole appetito sessuale, Forman andò a caccia di numerose donne. Scrisse delle sue conquiste nei suoi diari, mostrando poco riguardo per il passato delle sue "innamorate" quanto per il luogo della consumazione. Con molte delle sue clienti ebbe brevi relazioni. Scrisse di aver fatto sesso per la prima volta, con la sua "amata", il "15/12/1593, alle 17:00, a Londra". Quindi scrivendo dopo "È morta il 13/6/1597". Il 22 luglio 1599 Forman sposò la diciassettenne Jane Baker. Non essendosi mai accontentato di una sola donna, il matrimonio purtroppo “non ha fatto molta differenza per il (suo) modo di vivere, tranne per il fatto che ora aveva una ragazza inesperta come padrona di casa; ha continuato ad essere il padrone."  Nel 1611 predisse accuratamente la propria morte sul Tamigi. Un altro astrologo, William Lilly, riferisce che in una calda domenica pomeriggio di settembre di quell'anno, Forman disse a sua moglie che sarebbe morto il giovedì sera successivo (12 settembre). Era, abbastanza sicuro:
Venne lunedì, andava tutto bene. Martedì è arrivato, non era malato. Venne mercoledì, e ancora stava bene; e quindi la sua impertinente moglie lo prendeva molto in giro. Venne giovedì, e dopo la cena stava molto bene: scese in riva al fiume e prese un paio di remi per recarsi in alcuni edifici che possedeva a Puddle Dock. Nel mezzo del Tamigi, cadde improvvisamente, dicendo solo: "Un'imposta, un'imposta" e così morì. Subito dopo vi fu una triste tempesta di vento.
Cinque anni dopo la sua morte venne implicato nell'omicidio di Thomas Overbury quando due delle sue pazienti, Lady Frances Howard e la signora Anne Turner, vennero giudicate colpevoli del crimine. Durante la testimonianza del processo di Howard, gli avvocati lanciarono accuse contro Forman, sostenendo che aveva dato a Lady Essex la pozione con la quale aveva complottato per uccidere Overbury. Durante il processo fu descritto da Sir Edward Coke, Lord Chief Justice del Re, come "Devil Forman"; il risultato fu che la sua reputazione venne gravemente offuscata.

## Opere
Le carte di Forman si sono rivelate un tesoro di dati rari, strani e insoliti su uno dei periodi più studiati della storia culturale. Includono autobiografie, guide all'astrologia, trattati sulla peste, libri alchemici e note su argomenti biblici e storici. Contengono anche le sue controversie con il College of Physicians e i suoi esperimenti magici in gran parte infruttuosi. Un tempo possedeva la copia del Picatrix attualmente nella British Library. Forman lasciò una grande quantità di manoscritti che trattavano dei suoi pazienti e di tutti gli argomenti che lo interessavano, dall'astronomia e astrologia alla medicina, matematica e magia. I suoi appunti sono le più famose di queste risorse. Assieme ai suoi diari e alle autobiografie, contengono dettagli estesi della sua vita. Il suo unico lavoro stampato fu un opuscolo che pubblicizzava un metodo fasullo per indovinare la longitudine mentre si era in mare.
La sua profonda conoscenza della cerchia di Shakespeare lo rende particolarmente attraente agli storici letterari. Gli studiosi moderni; A.L. Rowse è un esempio importante, e altri hanno seguito il suo esempio, hanno sfruttato i manoscritti di Forman per le molteplici luci che gettano sulle vite private meno esposte di uomini e donne elisabettiani e giacobini. Una delle pazienti di Forman era la poetessa Emilia Lanier, la candidata di Rowse per essere la Dark Lady di Shakespeare; un'altra paziente era la signora Mountjoy, la governante di casa di Shakespeare. Sessantaquattro volumi dei suoi manoscritti furono raccolti da Elias Ashmole nel XVII secolo e ora sono conservati nella Biblioteca Bodleiana di Oxford. I suoi documenti sono stati digitalizzati da un team guidato dalla professoressa Lauren Kassell dell'Università di Cambridge.

### Il "Libro delle opere"

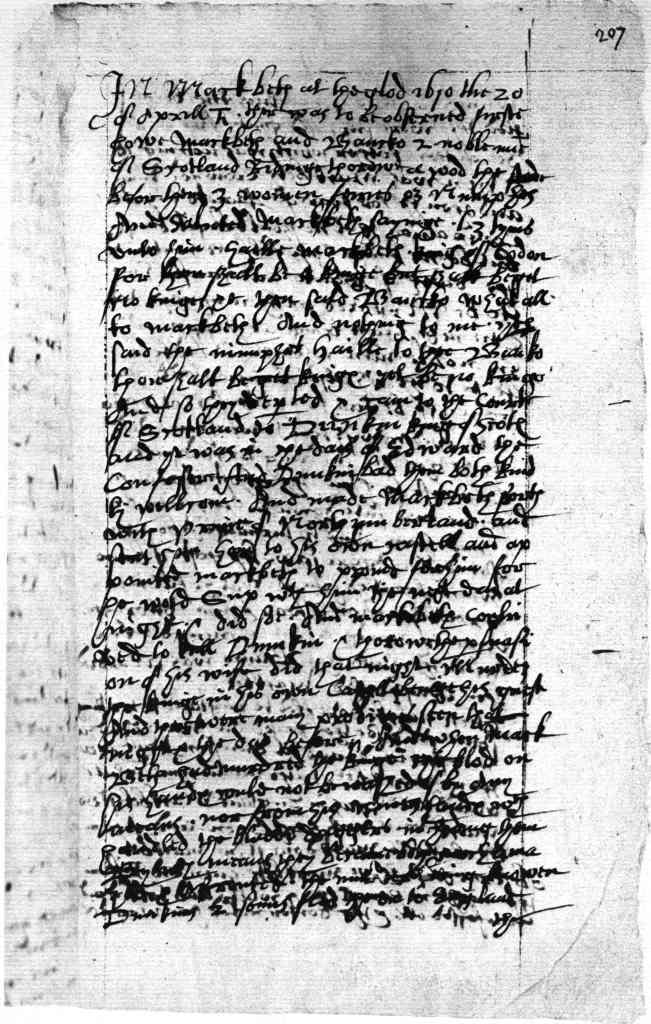
Descrizione di Simon Forman di una produzione di Macbeth al Globe Theatre, 20 aprile 1610. Oxford, Biblioteca Bodleiana, MS. Ashmole 208, f. 207r.

Tra i manoscritti di Forman c'è una sezione intitolata "Bocke of Plaies", che registra le descrizioni di Forman di quattro opere teatrali alle quali assistette nel 1610-1611 e la morale che ne trasse. Il documento è degno di nota per la lista di tre spettacoli shakespeariani: Macbeth al Globe Theatre il 20 aprile 1610, The Winter's Tale al Globe il 15 maggio 1611; e Cymbeline, data e teatro non specificati. La quarta commedia descritta da Forman è un Riccardo II recitato al Globe il 30 aprile 1611, ma dalla descrizione non è chiaramente il Riccardo II di Shakespeare. Il manoscritto fu descritto per la prima volta da John Payne Collier nel 1836 e nel XX secolo fu sospettato come uno dei suoi falsi. La maggior parte degli studiosi moderni ora accetta la sezione come autentica, ma alcuni sospettano ancora che possa essere un falso.

## Riferimenti nella narrativa
Simon Forman è il protagonista della serie di gialli elisabettiani di Judith Cook, The Casebook of Dr Simon Forman—Elizabethan doctor and solver of mysteries. I romanzi sono basati sui manoscritti originali e contengono un mix di personaggi storici e di fantasia.
Il Dr Moth, un ruolo vagamente basato su Forman, è interpretato da Antony Sher nel film del 1998 Shakespeare in Love.
La vita e il lavoro di Forman costituiscono la base del videogioco Astrologaster del 2019.